# Romburg
Die Romburg, auch Rumberg, Romberg, Ronburg und Ruwenberg genannt, ist eine abgegangene Höhenburg auf einer Anhöhe über dem Wildschapbachtal beim Ortsteil Schapbach der Gemeinde Bad Rippoldsau-Schapbach im Landkreis Freudenstadt in Baden-Württemberg.

## Geschichte
Die Herkunft des Burgnamens wird zurückgeführt auf das mittelhochdeutsche Grundwort ron(e) (= Baumstumpf), weshalb man annehmen kann, dass es sich beim Ronberg um einen Berg handelt, auf welchem (zum Zwecke des Burgbaus) der  Wald abgeholzt wurde.
Vermutlich stand die Burg im Zusammenhang mit den Zähringern und könnte um 1220 Sitz der Grafen von Sulz als Ortsherren gewesen sein. Die Burg wurde 1309 „Rumberg“ genannt und war 1315 im Besitz der Herren von Hohengeroldseck als „Ruwenberg“ (= bewaldeter Berg). 1467 war die Burg infolge einer nachträglichen Auftragung straßburgisches Mannlehen, bevor sie 1490 an die Herrschaft Fürstenberg kam, woraufhin sie von den Geroldseckern nicht wieder eingelöst wurde. Während der 200 Jahre ihres Bestehens wird sie über ein Dutzend Mal urkundlich genannt.
Der Burgstall zeigt nur noch einen großen Hügel und den gut erkennbaren Halsgraben. Kellergewölbe der einstigen Burg sollen noch unter dem Gasthaus „Zur Tanne“ erhalten sein. Vermutlich handelte es sich um eine Turmburg zur Sicherung eines Handelsweges.
Vorsicht: Bei schriftlichen Quellen besteht die Möglichkeit einer Verwechslung mit der Rauenburg (Ruwenberg, Rauwenburg), die sich ebenfalls im Besitz der Herren von Geroldseck befunden hat.